# Anéis de Poder

Os Anéis do Poder são artefatos mágicos no legendarium [en] de J. R. R. Tolkien, com destaque em seu romance de alta fantasia O Senhor dos Anéis. O Um Anel surgiu inicialmente como um elemento narrativo, um anel mágico [en], no romance de fantasia infantojuvenil O Hobbit. Posteriormente, Tolkien desenvolveu sua história e atribuiu a ele um poder muito maior. Ele criou outros dezenove Grandes Anéis, que também conferem habilidades, como a invisibilidade, e que o Um Anel podia controlar. Entre eles estão os Três Anéis dos Elfos, os Sete Anéis dos Anões e os Nove Anéis dos Homens. Tolkien mencionou ainda a existência de muitos anéis menores, com poderes limitados. Um elemento central em O Senhor dos Anéis é o  poder viciante do Um Anel, forjado secretamente pelo Senhor do Escuro Sauron. Os Nove Anéis escravizam seus portadores, transformando-os nos Nazgûl (Espectros do Anel), os servos mais letais de Sauron.
As inspirações propostas para os Anéis do Poder incluem lendas germânicas, como o anel Andvarinaut, e a ópera Der Ring des Nibelungen de Richard Wagner, além de contos de fadas, como Branca de Neve, que apresenta um anel mágico e sete anões. Uma experiência marcante na vida de Tolkien pode ter sido seu trabalho acadêmico com uma inscrição latina no templo de Nodens, um deus-herói associado ao herói irlandês Nuada Airgetlám, cujo epíteto é "Mão de Prata". Em élfico, esse nome corresponde a "Celebrimbor", o ferreiro élfico que criou os Anéis do Poder. A inscrição continha uma maldição sobre um anel, e o local era conhecido como Colina dos Anões.
Os Anéis do Poder são frequentemente interpretados como símbolos do conflito entre o poder e a moralidade. Tolkien explora como diferentes personagens — do humilde jardineiro Sam Gamgee à poderosa governante élfica Galadriel, do orgulhoso guerreiro Boromir ao monstro viciado pelo Anel Gollum — interagem com o Um Anel. O autor afirmou que O Senhor dos Anéis é uma reflexão sobre "colocar poder em objetos externos".

## História fictícia
“Annatar” convence Celebrimbor a forjar os Anéis do Poder 

Por que a Terra-média deveria permanecer para sempre desolada e sombria, quando os Elfos poderiam torná-la tão bela quanto Eressëa, ou até mesmo Valinor? E já que vocês não retornaram para lá, como poderiam, percebo que amam esta Terra-média, assim como eu. Não é, então, nossa tarefa trabalhar juntos para enriquecê-la e elevar todas as linhagens élficas que aqui vagam, sem instrução, ao ápice do poder e do conhecimento daqueles que estão além do Mar?— J. R. R. Tolkien
Os Anéis do Poder foram forjados pelos ferreiros Élficos da linhagem Noldor, no assentamento de Eregion. Os mais conhecidos foram os vinte Grandes Anéis, que conferiam poderes como a invisibilidade, mas muitos anéis menores, com habilidades limitadas, também foram criados nessa época. Os ferreiros eram liderados por Celebrimbor, neto de Fëanor, o maior artesão dos Noldor. Ele trabalhava com os Anões de Khazad-dûm (Moria), liderados por seu amigo Narvi. Sauron, poderoso e ambicioso, mas humilhado pela queda de seu mestre maligno Morgoth ao fim da Primeira Era, evadiu-se do chamado dos Valar, seres divinos, para se render e enfrentar julgamento. Ele optou por permanecer na Terra-média e buscar domínio sobre seus povos. Na Segunda Era, Sauron chegou disfarçado como Annatar, o Senhor dos Presentes, um belo emissário dos Valar, oferecendo conhecimento para transformar a Terra-média com a luz de Valinor, lar dos Valar. Ele foi rejeitado pelos líderes élficos  Gil-galad e Elrond em Lindon, mas conseguiu persuadir os Elfos Noldor de Eregion. Com a ajuda de Sauron, eles aprenderam a forjar os Anéis do Poder, criando os Sete e os Nove. Celebrimbor, por conta própria, forjou um conjunto de Três Anéis, enquanto Sauron partiu para Mordor e criou o Um Anel, um anel mestre para controlar todos os outros, nas chamas do Monte da Perdição.
Quando o Um Anel foi forjado com a Língua Negra, os Elfos imediatamente perceberam as verdadeiras intenções de Sauron de controlar os outros anéis. Ao colocar o Um Anel em seu dedo, Sauron revelou seu plano, e os Elfos rapidamente esconderam seus anéis. Celebrimbor confiou um dos Três a Galadriel e enviou os outros dois a Gil-galad e Círdan. Para tomar todos os Anéis do Poder, Sauron lançou um ataque contra os Elfos. Ele destruiu Eregion e capturou os Nove. Sob tortura, Celebrimbor revelou onde estavam os Sete, mas recusou-se a divulgar a localização dos Três.
No final da Segunda Era, os Númenorianos capturaram Sauron como prisioneiro. Contudo, ele conseguiu corromper os Homens de Númenor, levando à eventual queda de sua civilização em Akallabêth. Os Númenorianos sobreviventes, liderados por  Elendil e seus filhos  Isildur e Anárion, fundaram os reinos de Arnor e Gondor. Junto com os Elfos de Lindon, eles formaram a última aliança contra Sauron e saíram vitoriosos. Isildur cortou o Um Anel da mão de Sauron e o manteve, recusando-se a destruí-lo. Mais tarde, ele foi morto em uma emboscada, e o Anel ficou perdido por séculos. Durante esse período, os Elfos puderam usar os Três Anéis, enquanto os Nove, dados aos líderes dos Homens, corromperam seus portadores, transformando-os nos Nazgûl. Os Sete, entregues aos Anões, não os submeteram diretamente à vontade de Sauron, mas despertaram neles uma intensa ganância. Ao longo dos anos, Sauron tentou recuperar os Anéis, especialmente o Um, mas só conseguiu retomar os Nove e três dos Sete.
Na Terceira Era, o Um Anel é encontrado por Bilbo Bolseiro (em O Hobbit). No início de O Senhor dos Anéis, o mago Gandalf explica a história do Um Anel ao herdeiro de Bilbo, Frodo, e recita a Rima dos Anéis. Uma Sociedade é formada para destruí-lo, liderada por Frodo. Após a destruição bem-sucedida do Um Anel e a queda de Sauron, o poder dos anéis desvanece. Embora os Nove sejam destruídos, os Três perdem sua força; seus portadores deixam a Terra-média rumo a Valinor ao fim da Terceira Era, marcando o início do Domínio dos Homens.

## Descrição
A Rima dos Anéis
Três Anéis para os reis Élficos sob o céu,

Sete para os senhores Anões em seus salões de pedra,

Nove para os Homens mortais, fadados a morrer,

Um para o Senhor do Escuro em seu trono sombrio;

Na terra de Mordor, onde as Sombras jazem.

Um Anel para a todos governar, um Anel para encontrá-los,

Um Anel para a todos trazer e na escuridão atá-los;

Na terra de Mordor, onde as Sombras jazem.— J. R. R. Tolkien O Senhor dos Anéis, Epígrafe
Conforme observado por Saruman, cada Anel do Poder era adornado com sua "gema própria", exceto o Um Anel, que não possuía adornos.

### O Um
Diferentemente dos outros Grandes Anéis, o Um foi criado como uma faixa de ouro sem adornos, semelhante em aparência aos anéis menores, mas trazia a inscrição de Sauron, a Rima dos Anéis, na Fala Negra, visível apenas quando aquecida, seja pelo fogo ou pela mão de Sauron. Como os outros anéis foram feitos sob a influência de Sauron, seu poder dependia da sobrevivência do Um Anel. Para criar o Um Anel, Sauron precisou investir quase todo o seu poder nele — quando usado, ampliava sua força; quando não usado, permanecia ligado a ele, a menos que outro o tomasse e assumisse seu controle. Um novo possuidor, se suficientemente forte, poderia derrotar Sauron e usurpar seu lugar, mas se tornaria tão maligno quanto ele. Como o Um foi forjado nas chamas do Monte da Perdição, apenas ali poderia ser destruído. Sauron, sendo maligno, jamais imaginou que alguém tentaria destruir o Um Anel, pois acreditava que qualquer portador seria corrompido por ele.

### Os Três
Nomeados em homenagem aos três elementos — fogo, água e ar —, os Três foram os últimos a serem criados antes da forja solitária de Sauron do Um Anel. Embora Celebrimbor os tenha forjado sozinho em Eregion, eles foram moldados pela técnica de Sauron e estavam ligados ao Um. Apenas após a derrota de Sauron, quando o Um Anel foi cortado de seu dedo ao fim da Segunda Era, os Elfos começaram a usar ativamente os Três para conter a decadência trazida pelo tempo. Mesmo assim, os anéis podiam ser usados sem serem vistos. Após o Um Anel, eles são os mais poderosos dos vinte Anéis do Poder. São eles:
Narya (o Anel do Fogo, o Anel Vermelho), do Quenya nár, "fogo", era adornado com um rubi. Seu metal não é especificado. Conferia ao portador resistência ao cansaço do tempo e inspirava esperança e coragem nos outros. Seu último portador foi o Mago Gandalf, que o recebeu de Círdan nos Portos Cinzentos durante a Terceira Era.
Nenya (o Anel da Água, o Anel Branco, o Anel de Adamante), do Quenya nén, "água", era feito de mithril e adornado com uma "pedra branca brilhante". Galadriel o usou para proteger e preservar o reino de Lothlórien. "Adamante" refere-se tanto a um tipo de pedra, geralmente um diamante, quanto a "inflexivelmente resoluto", uma descrição que se aplica igualmente à resistência de Galadriel contra Sauron.
Vilya (o Anel do Ar, o Anel Azul), do Quenya vilya, "ar", era o mais poderoso dos Três. Feito de ouro e adornado com uma safira, foi herdado por Elrond de Gil-galad e usado para proteger Valfenda.

### Os Sete
Sauron obteve os Sete Anéis com informações fornecidas por Celebrimbor e os entregou aos líderes das sete linhagens dos Anões: o Povo de Durin (Barbas-longas), Barbas-de-fogo, Vigas-largas, Punhos-de-ferro, Barbas-rijas, Tranças-negras e Pés-de-pedra, embora uma tradição do Povo de Durin afirmasse que Durin recebeu seu anel diretamente dos ferreiros Élficos. Ao longo dos anos, Sauron recuperou apenas três dos Sete anéis dos Anões. O último dos três foi tomado de Thráin II durante seu cativeiro em Dol Guldur. Gandalf relata a Frodo que os quatro restantes foram consumidos por dragões. Antes do início da Guerra do Anel, um emissário de Sauron tentou subornar Dain II Pé-de-Ferro da Montanha Solitária com os três anéis sobreviventes e o reino perdido de Moria em troca de informações que levassem à recuperação do Um Anel, mas Dain recusou.

### Os Nove
Sauron entregou os Nove Anéis do Poder a líderes dos Homens, que se tornaram "poderosos em sua era, reis, feiticeiros e guerreiros de outrora". Eles ganharam vidas extremamente longas e a capacidade de ver coisas em mundos invisíveis aos homens mortais. Um a um, os Homens sucumbiram ao poder do Um Anel; ao fim da Segunda Era, todos os nove haviam se tornado espectros invisíveis — os Nazgûl, os servos mais terríveis de Sauron. Em particular, eles o ajudaram a procurar o Um Anel, ao qual eram fortemente atraídos.

## Poderes
| Tipo de anel     | Poderes concedidos                                                                    | Efeitos sobre o portador                                   |
| ---------------- | ------------------------------------------------------------------------------------- | ---------------------------------------------------------- |
| Anel de controle | Invisibilidade, vida útil prolongada, controle, conhecimento de todos os outros Anéis | Corrupção para o mal                                       |
| Anéis Élficos    | Cura e preservação                                                                    | Nostalgia, procrastinação                                  |
| Anéis dos Anãos  | Obtenção de riquezas                                                                  | Ganância, raiva                                            |
| Anéis dos homens | Invisibilidade, vida útil prolongada, terror                                          | Escravização, desaparecendo para invisibilidade permanente |

Os Anéis do Poder foram criados com a técnica ensinada por Sauron para conceder aos seus portadores "riqueza e domínio sobre outros". Cada anel amplifica o "poder natural" de seu possuidor, aproximando-se de seu "aspecto mágico", que pode ser "facilmente corrompido pelo mal e pela cobiça de dominação". Gandalf explica que um Anel do Poder é autossuficiente e pode "cuidar de si mesmo": o Um Anel, em particular, pode "escapar traiçoeiramente" para retornar a seu mestre Sauron, traindo seu portador quando surge uma oportunidade. Como Anel Governante, o Um permite que um portador suficientemente poderoso perceba o que é feito com os outros anéis e controle os pensamentos de seus portadores. Para usar o Um Anel em sua plenitude, o portador precisa ser forte e treinar sua vontade para dominar outros.
Um Homem mortal ou Hobbit que toma posse de um Anel do Poder pode manifestar seu poder, tornando-se invisível e capaz de ver coisas normalmente invisíveis, pois o portador é parcialmente transportado para o mundo espiritual [en]. Contudo, eles também "esvanecem"; os anéis prolongam a vida de maneira não natural, mas gradualmente os transformam em espectros permanentemente invisíveis. Os anéis afetam outros seres de forma diferente. Os Sete são usados pelos Anões para aumentar seus tesouros, mas não lhes conferem invisibilidade, e Sauron não conseguiu submeter os Anões à sua vontade, apenas amplificando sua ganância e raiva. Tom Bombadil, o único ser imune ao poder do Um Anel, podia tanto ver seu portador quanto permanecer visível ao usá-lo.
Diferentemente dos outros anéis, o propósito principal dos Três é "curar e preservar", como quando Galadriel usou Nenya para manter o reino de Lothlórien por longos períodos. Os Elfos criaram os Três Anéis para tentar deter a passagem do tempo, ou, como Tolkien fez Elrond dizer, "para preservar todas as coisas imaculadas". Isso era mais evidente em Lothlórien, que estava livre tanto do mal quanto da passagem do tempo. Os Três não tornam seus portadores invisíveis. Eles possuem outros poderes: Narya podia reacender corações com seu fogo e inspirar resistência contra tirania, dominação e desespero; Nenya tinha um poder secreto em sua água que protegia contra o mal; enquanto Vilya curava e preservava a sabedoria em seu elemento, o ar.

## Inspiração

### Nodens
O estudioso de Tolkien Tom Shippey [en] considerou que o trabalho de Tolkien sobre uma inscrição latina em um templo romano em Lydney Park [en] foi uma influência "crucial" em sua obra, combinando um deus-herói, um anel, anões e uma mão de prata. O deus-herói era Nodens, que Tolkien associou ao herói irlandês Nuada Airgetlám, "Nuada da Mão de Prata", e a inscrição continha uma maldição sobre um anel roubado. "Mão de Prata" é a tradução em inglês de "Celebrimbor", o ferreiro Élfico que criou os Anéis do Poder, em associação com o ferreiro Anão Narvi. O templo ficava em um local chamado Colina dos Anões.

### Anel de Giges
Anéis mágicos aparecem  na lenda clássica, como o Anel de Giges na obra A República de Platão. Ele concede o poder de invisibilidade ao seu portador, criando um dilema moral, permitindo que as pessoas cometam injustiças sem temer serem descobertas. Em contraste, o Um Anel de Tolkien exerce ativamente uma força maligna que destrói a moralidade do portador.

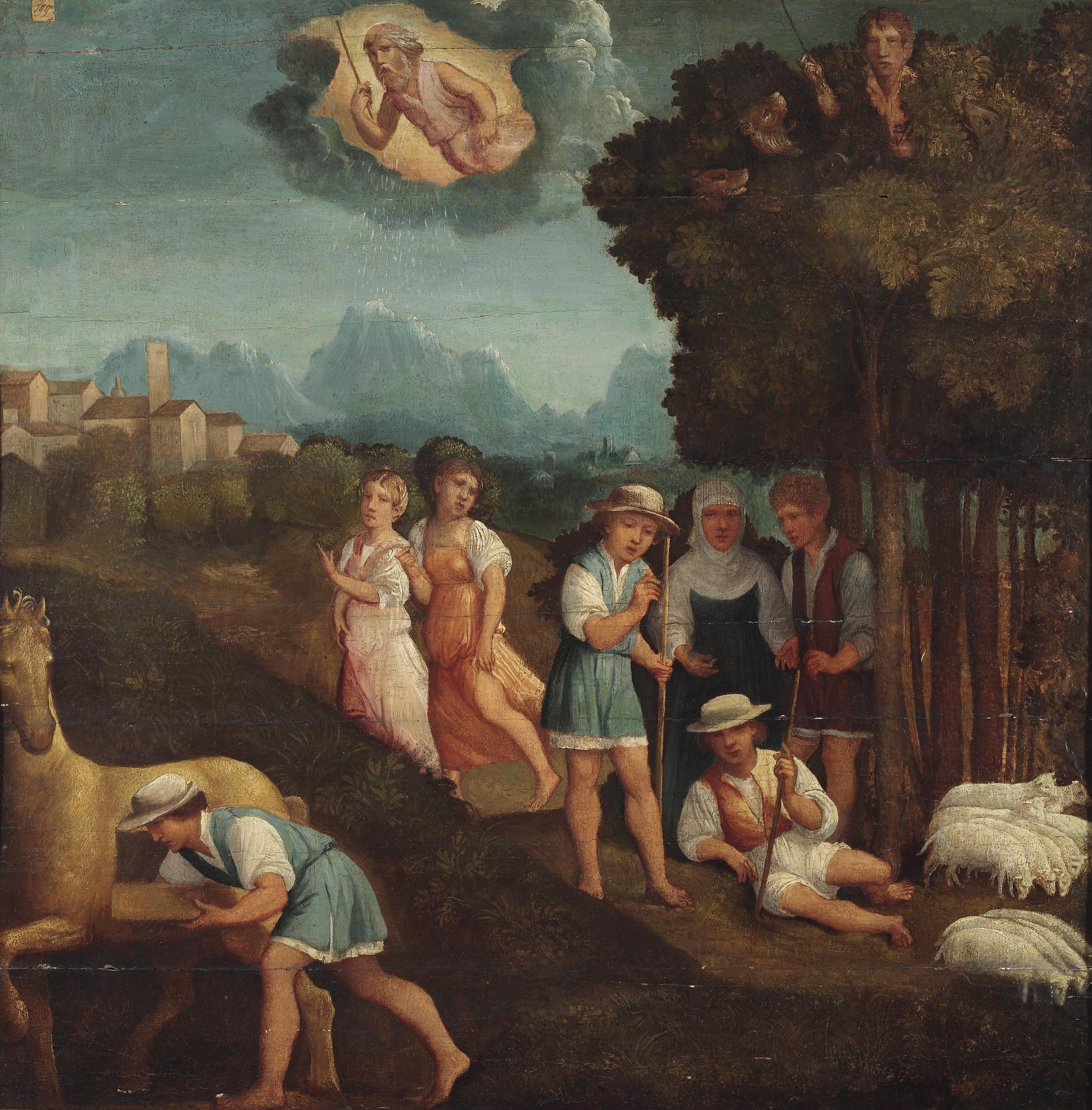
O pastor Giges da República de Platão encontra o anel mágico, enfrentando um dilema moral.[12] Ferrara, século XVI.

Estudiosos como Frederick A. de Armas [en] notam paralelos entre os anéis de Platão e de Tolkien. De Armas sugere que tanto Bilbo quanto Giges, ao descerem a lugares profundos e escuros em busca de tesouros escondidos, podem ter passado por uma Catábase, uma jornada psicológica ao Submundo.
| Elemento da história | A República de Platão                                                           | A Terra Média de Tolkien                                                                                              |
| -------------------- | ------------------------------------------------------------------------------- | --- |
| Poder do anel        | Invisibilidade                                                                  | Invisibilidade e corrupção de quem o usa                                                                              |
| Descoberta           | Giges encontra o anel em um abismo profundo                                     | Bilbo encontra o anel em uma caverna profunda                                                                         |
| Primeiro uso         | Giges conquista a rainha, mata o rei, torna-se rei da Lídia (um propósito ruim) | Bilbo coloca o anel por acidente, fica surpreso por Gollum não o ver, usa-o para escapar do perigo (um bom propósito) |
| Resultado moral      | Corrupção total                                                                 | Bilbo sai fortalecido                                                                                                 |

O estudioso de Tolkien Eric Katz escreve que "Platão argumenta que tal corrupção [moral] ocorrerá, mas Tolkien mostra essa corrupção através dos pensamentos e ações de seus personagens". Platão argumenta que uma vida imoral não é boa, pois corrompe a alma. Assim, Katz afirma que, segundo Platão, uma pessoa moral tem paz e felicidade e não usaria um Anel do Poder. Na visão de Katz, a história de Tolkien "demonstra várias respostas à questão levantada por Platão: uma pessoa justa seria corrompida pela possibilidade de um poder quase ilimitado?" A questão é respondida de diferentes maneiras: o monstro Gollum é fraco, rapidamente corrompido e finalmente destruído; Boromir, filho do Regente de Gondor, começa virtuoso, mas, como Giges de Platão, é corrompido "pela tentação do poder" do Anel, mesmo querendo usá-lo para o bem, mas se redime ao defender os hobbits até a morte; a "forte e virtuosa" Galadriel, que enxerga claramente o que se tornaria se aceitasse o anel e o rejeita; o imortal Tom Bombadil, imune ao poder corruptor do Anel e à sua invisibilidade; Sam, que em um momento de necessidade usa o anel fielmente, mas não é seduzido por sua visão de "Samwise, o Forte, Herói da Era"; e, por fim, Frodo, que é gradualmente corrompido, mas é salvo por sua misericórdia prévia a Gollum e pela desesperada busca de Gollum pelo Anel. Katz conclui que a resposta de Tolkien à questão de Platão "Por que ser moral?" é "ser você mesmo".

### Lenda germânica e contos de fadas
Tolkien foi certamente influenciado pela lenda germânica: Andvarinaut é um anel mágico que concede riqueza ao seu portador, enquanto Draupnir é um anel que se multiplica e detém domínio sobre os anéis que cria. A série de óperas Der Ring des Nibelungen de Richard Wagner adaptou a mitologia nórdica para apresentar um anel dourado mágico, porém amaldiçoado. Tolkien negou qualquer conexão, mas estudiosos concordam que o Anel de Wagner influenciou fortemente Tolkien. O estudioso de religião Stefan Arvidsson escreve que o anel de Tolkien difere do de Wagner por estar relacionado ao poder pelo poder em si e que ele transformou um anel em muitos, ecoando o anel que se multiplica.
"Anéis mágicos são um motivo frequente em contos de fadas; eles conferem poderes como invisibilidade ou voo; podem invocar djinns e anões que realizam desejos", escreve a estudiosa de Tolkien e feminista Melanie Rawls. Ela acrescenta que eles "identificam a princesa encantada, guardam a pequena chave dourada para a sala secreta, dão o poder de se transformar em qualquer forma — animal, vegetal ou mineral: pato, lago, rocha ou árvore em uma planície, e assim escapar do ogro." Como Tolkien conhecia bem contos de fadas, como Branca de Neve dos Irmãos Grimm, Jeanette White, da Comic Book Resources, sugeriu que sua escolha de "dar sete anéis do poder aos Senhores Anões dos sete reinos provavelmente não é acidental".
Os nove anéis para Homens Mortais correspondem ao número dos Nazgûl. Edward Pettit, em Mallorn [en], afirma que nove é "o número 'místico' mais comum na tradição germânica". Ele cita o "Encantamento das Nove Ervas [en]" do Lacnunga [en], um livro de feitiços em inglês antigo, sugerindo que Tolkien pode ter usado tais feitiços de várias maneiras para derivar atributos dos Nazgûl:
contra veneno e coisas vis,

e todos os seres repugnantes,

que vagam pela terra,

...

contra nove fugitivos da glória,

contra nove venenos e

contra nove doenças voadoras.

## Análise

### De recurso narrativo a elemento central
O Um Anel apareceu pela primeira vez na fantasia infantojuvenil de Tolkien, O Hobbit, em 1937, como um recurso narrativo, um misterioso anel mágico que o personagem-título encontrou por acaso, sem que sua origem fosse explicada. Após o sucesso do romance, Tolkien foi convencido por seus editores, Allen & Unwin [en], a escrever uma sequência. Com a intenção de dar a Bilbo outra aventura, ele acabou desenvolvendo uma história de fundo para o Anel, com seu poder de invisibilidade, criando a base para a nova obra. Ele conectou o Anel a elementos míticos dos manuscritos inacabados de O Silmarillion para criar uma sensação de profundidade em O Senhor dos Anéis [en]. A caracterização de Gollum em O Hobbit foi revisada na segunda edição para alinhá-la com sua portrayal em O Senhor dos Anéis como um ser viciado no Um Anel.
A concepção de Tolkien sobre a tradição dos anéis estava intimamente ligada ao desenvolvimento do Um Anel. Inicialmente, ele tornou Sauron fundamental na forja dos Anéis. Depois, considerou brevemente fazer de Fëanor, criador das  Silmarils, o forjador dos Anéis do Poder, sob a influência de Morgoth, o primeiro Senhor do Escuro. Ele acabou decidindo por Celebrimbor, descendente de Fëanor, como o principal criador dos Anéis, sob a tutela de Sauron, principal servo de Morgoth. Ao desenvolver a tradição por trás do Um Anel, Tolkien enfrentou dificuldades para dar aos anéis Élficos um "status especial" — de alguma forma ligados ao Um, e portanto ameaçados por ele, mas também "puros", sem conexão direta com Sauron. Quando escrevia o capítulo "O Espelho de Galadriel", Tolkien havia decidido que os Sete e os Nove foram feitos pelos ferreiros Élficos de Eregion sob a orientação de Sauron, enquanto os Três foram criados apenas por Celebrimbor. Ele pensou em libertar os Três do Um quando este fosse destruído, mas abandonou a ideia. Obras póstumas de Tolkien, como O Silmarillion, Contos Inacabados [en] e A História da Terra Média [en], oferecem mais detalhes sobre a criação dos Anéis.
Jason Fisher [en], escrevendo em Tolkien Studies [en], observa que Tolkien desenvolveu os nomes, descrições e poderes dos Três Anéis tardiamente e aos poucos, por meio de muitos rascunhos de suas narrativas. Na visão de Fisher, Tolkien teve dificuldade em integrar esses Anéis tanto à história existente do Um Anel quanto ao vasto Legendarium sem anéis. Algumas descrições, como a de que Vilya era o mais poderoso dos Três e que Narya era chamada de "O Grande", foram adicionadas na fase de prova de galé, pouco antes da publicação. Anteriormente, os anéis haviam sido nomeados Kemen, Ëar e Menel, significando os Anéis da Terra, do Mar e do Céu.
De acordo com Johann Köberl, Tolkien debateu-se com a noção de um "status especial" para os Anéis Élficos e considerou libertá-los do Um quando este fosse destruído. Em um rascunho não utilizado, Tolkien fez Galadriel aconselhar Celebrimbor a destruir todos os Anéis quando a traição de Sauron foi revelada, mas, como ele não suportava arruiná-los, ela sugeriu que os Três fossem escondidos. Segundo Contos Inacabados, no início da Guerra dos Elfos contra Sauron, Celebrimbor entregou Narya e Vilya a Gil-galad, Alto Rei dos Noldor. Gil-galad mais tarde confiou Vilya a seu tenente Elrond e Narya a Círdan, o Construtor de Navios, Senhor dos Portos de Mithlond e líder dos Falathrim, ou "Povo da Costa". Tolkien sugeriu que Sauron não descobriu onde os Três estavam escondidos, embora suspeitasse que haviam sido entregues a Gil-galad e Galadriel. Na versão publicada de O Senhor dos Anéis, Gil-galad recebeu apenas Vilya, enquanto Círdan foi o destinatário direto de Narya de Celebrimbor.
Tolkien observou em suas cartas que o principal poder dos Três era "a prevenção e a desaceleração do declínio", o que atraía os Elfos em sua busca por preservar o que amavam na Terra-média. Como seres imutáveis em um mundo em transformação, os Elfos que permaneceram na Terra-média dependiam dos Três para retardar o inevitável avanço do Domínio dos Homens. Tolkien explicou que os Elfos só podem ser imortais enquanto o mundo perdurar, o que os levava a se preocupar com os fardos da imortalidade em meio ao tempo e à mudança. Como desejavam a felicidade e a memória perfeita de Valinor, mas permanecer na Terra-média com seu prestígio como os mais belos, em vez de estarem na base da hierarquia nas Terras Imortais, eles se tornaram obcecados pelo "esvanecimento".

### Poder e moralidade
De acordo com os estudiosos de filosofia Gregory Bassham e Eric Bronson, os Anéis do Poder podem ser vistos como uma representação moderna da relação entre poder e moralidade, pois retratam a ideia de que "o poder absoluto está em conflito com comportamentos que respeitam os desejos e necessidades dos outros". Eles também observaram que vários personagens de Tolkien reagiram de maneiras diferentes ao enfrentarem a possibilidade de possuir o Um Anel — personagens como Sam e Galadriel o rejeitaram; Boromir e Gollum foram seduzidos por seu poder; e Frodo, embora com uso limitado, acaba sucumbindo a ele; enquanto Tom Bombadil transcende completamente seu poder. Eles notaram ainda que, para Tolkien, o momento crucial de cada personagem na história é aquele em que são tentados a usar um Anel, uma escolha que determinará seu destino. O autor de ficção científica Isaac Asimov descreveu os Anéis do Poder como símbolos da tecnologia industrial [en]. Embora Tolkien negasse que O Senhor dos Anéis fosse uma alegoria, ele afirmou que a obra poderia ser aplicada a situações e a descreveu como uma análise do "ato de colocar poder em objetos externos".

### Catolicismo
Gwyneth Hood, escrevendo em Mythlore [en], explora dois  elementos católicos na história dos Três Anéis: os aspectos angélico e sacrificial dos Elfos na Guerra do Anel. Para os Hobbits da Sociedade do Anel, os portadores dos Anéis Élficos aparecem como mensageiros angélicos, oferecendo conselhos sábios. Para salvar a Terra-média, eles precisam aceitar o plano de destruir o Um Anel, e com ele, o poder dos Três Anéis, que incorporam grande parte de seu próprio poder. Hood observa que, embora Gandalf, como um dos Maiar sobrenaturais enviados de Valinor, seja "notavelmente diferente de um elfo", ele é o personagem que mais combina os aspectos angélico e sacrificial entre os portadores dos Três Anéis. O poeta W. H. Auden, um dos primeiros apoiadores de O Senhor dos Anéis, escreveu no Tolkien Journal que o bem triunfa sobre o mal na Guerra do Anel, mas os Três Anéis perdem seu poder, como Galadriel havia profetizado: "Se vocês tiverem êxito, nosso poder será diminuído, Lothlórien desvanecerá, e as marés do tempo a levarão embora". Hood acrescenta que Tolkien sugeria que a tecnologia, como a criação dos Anéis do Poder, não é em si mesma boa ou má; tanto os Elfos quanto Sauron (com seus exércitos de orcs) usam essa tecnologia, assim como ambos fabricam e usam espadas, armaduras de malha e atiram com arcos.

## Nas adaptações
O filme animado de Ralph Bakshi de 1978, O Senhor dos Anéis, começa com a forja dos Anéis do Poder e os eventos da Guerra da Última Aliança contra Sauron, todos animados em silhueta contra um fundo vermelho, usando a técnica de rotoscopia.
A forja dos Anéis do Poder abre o prólogo da série de filmes O Senhor dos Anéis de Peter Jackson, em A Sociedade do Anel de 2001. Os Três Anéis Élficos são mostrados sendo moldados com uma técnica de fundição em molde de siba, uma técnica antiga. Eles foram entregues a Gil-galad (interpretado por Mark Ferguson [en]), Círdan (Michael Elsworth) e Galadriel (Cate Blanchett). O ilustrador de Tolkien Alan Lee, contratado como designer conceitual para os filmes, fez uma aparição como um dos nove portadores humanos dos Anéis que mais tarde se tornaram os Nazgûl. Sauron (Sala Baker [en]) é visto forjando o Um Anel na câmara do Monte da Perdição. O Um Anel é mostrado com a capacidade de ajustar seu tamanho ao dedo de seu portador, como quando se reduz para caber em Isildur (Harry Sinclair [en]). Na versão estendida, Galadriel apresenta formalmente Nenya, o Anel de Adamante, a Frodo. No filme final, O Retorno do Rei (2003), os últimos portadores dos Três Anéis — Gandalf (Ian McKellen), Elrond (Hugo Weaving) e Galadriel (Cate Blanchett) — aparecem abertamente nos Portos Cinzentos usando os Três, com Galadriel proclamando o fim de seu poder e o início do Domínio dos Homens.
Quatro Anéis do Poder apareceram na série de filmes O Hobbit de Jackson. Em Uma Jornada Inesperada (2012), o Um Anel é encontrado por Bilbo Bolseiro (interpretado por Martin Freeman). Na versão estendida do filme seguinte, A Desolação de Smaug (2013), Gandalf descobre que Sauron tomou o Anel de Thrór (um Senhor Anão) de Thráin (Antony Sher [en]), que revela em uma cena de flashback sua posse do Anel durante o cerco de Moria. No filme final, A Batalha dos Cinco Exércitos (2014), Galadriel (Blanchett) revela Nenya ao resgatar Gandalf (McKellen) de Sauron (Benedict Cumberbatch), auxiliada por Saruman (Christopher Lee) e Elrond (Weaving), que usa Vilya, o Anel do Ar.
No jogo de videogame de 2014, Middle-earth: Shadow of Mordor, o espírito espectral de Celebrimbor (fundido ao corpo do Guardião Talion) relembra como Sauron o enganou para forjar os Anéis do Poder. Na sequência, Middle-earth: Shadow of War, Celebrimbor forja um novo Anel do Poder, intocado pela influência de Sauron.
A série de televisão de 2022, O Senhor dos Anéis: Os Anéis do Poder, retrata a forja dos Anéis do Poder.

### J. R. R. Tolkien
1. 1 2 3 4 5  (Tolkien 1980, "História de Galadriel e Celeborn")
2. 1 2 3 4 5 6 7 8 9 10 11 12 13 14 15 16 17 18 19  (Tolkien 1977, p. 298, "Dos Anéis do Poder e da Terceira Era")
3. ↑  (Tolkien 1955, Apêndice B: "A Terceira Era")
4. ↑  (Tolkien 1980, "História de Galadriel e Celeborn")
5. ↑  (Tolkien 1980, "História de Galadriel e Celeborn")
6. 1 2 3 4 5 6 7 8 9  (Tolkien 1954a, livro 1, cap. 2 "A Sombra do Passado")
7. 1 2 3 4  (Tolkien 1954a, livro 2, cap. 2 "O Conselho de Elrond")
8. ↑  (Tolkien 1937, cap. 5 "Charadas no Escuro")
9. 1 2  (Tolkien 1955, livro 6, cap. 9 "Os Portos Cinzentos")
10. ↑  (Tolkien 1954a, livro 2, cap. 2 "O Conselho de Elrond")
11. 1 2 3  (Carpenter 2023, Carta nº 131 para Milton Waldman, final de 1951)
12. ↑  (Tolkien 1977, "Dos Anéis do Poder e da Terceira Era": "Estes foram os Três feitos por último, e possuíam os maiores poderes")
13. ↑  (Tolkien 1987, verbete "nar")
14. ↑  (Tolkien 1980, "História de Galadriel e Celeborn")
15. ↑  (Tolkien 1987, verbete "nen")
16. ↑  (Tolkien 1955, "Escrita", "As Letras Fëanorianas")
17. ↑  (Tolkien 1955, Apêndice A: III. "O Povo de Durin")
18. ↑  (Tolkien 1955, Apêndice B "O Conto dos Anos")
19. 1 2  (Carpenter 2023, Carta nº 121 para Allen & Unwin, 13 de julho de 1949)
20. 1 2  (Tolkien 1954a, livro 2, cap. 7 "O Espelho de Galadriel")
21. ↑  (Tolkien 1988, p. 78, "De Gollum e o Anel")
22. ↑  (Tolkien 1954a, livro 2, cap. 1 "Muitos Encontros")
23. ↑  (Tolkien 1954a, livro 1, cap. 7 "Na Casa de Tom Bombadil")
24. ↑  (Tolkien 1932, "O Nome Nodens", Apêndice ao "Relatório sobre a escavação do sítio pré-histórico, romano e pós-romano em Lydney Park, Gloucestershire", Relatórios do Comitê de Pesquisa da Sociedade de Antiquários de Londres; também em Estudos de Tolkien: Uma Revisão Acadêmica Anual, vol. 4, 2007)
25. ↑  (Carpenter 2023, Carta nº 19 para Stanley Unwin, 16 de dezembro de 1937)
26. ↑  (Carpenter 2023, Carta nº 21 para Allen & Unwin, 1 de fevereiro de 1938)
27. ↑  (Tolkien 1937)
28. ↑  (Tolkien 1989, p. 155)
29. ↑  (Tolkien 1989, p. 255)
30. ↑  (Tolkien 1980, "História de Galadriel e Celeborn")
31. ↑  (Tolkien 1988, cap. 3 "De Gollum e o Anel")
32. ↑  (Tolkien 1989, caps. 6, 7 "O Conselho de Elrond" (partes 1 e 2))
33. ↑  (Tolkien 1980, "História de Galadriel e Celeborn")
34. 1 2  (Tolkien 1980, "História de Galadriel e Celeborn")
35. ↑  (Carpenter 2023, Carta nº 121 para Allen & Unwin, 13 de julho de 1949)
36. ↑  (Carpenter 2023, Carta nº 154 para Naomi Mitchison, 25 de setembro de 1954)
37. ↑  (Tolkien 1954a, livro 2, cap. 7 "O Espelho de Galadriel")
38. ↑  (Carpenter 2023, Carta nº 131 para Milton Waldman, final de 1951)

- Tolkien, J. R. R. (1932). «"The Name Nodens", Appendix to "Report on the excavation of the prehistoric, Roman and post-Roman site in Lydney Park, Gloucestershire"» [“O nome Nodens”, Apêndice do "Relatório sobre a escavação do local pré-histórico, romano e pós-romano em Lydney Park, Gloucestershire"]. Reports of the Research Committee of the Society of Antiquaries of London [Relatórios do Comitê de Pesquisa da Sociedade de Antiquários de Londres]. [S.l.: s.n.]
- Tolkien, J. R. R. (1937).  Douglas, A. Anderson, ed. The Annotated Hobbit [O Hobbit Anotado]. Boston: Houghton Mifflin. ISBN 978-0-618-13470-0
- Tolkien, J. R. R. (1954a). The Lord of the Rings: The Fellowship of the Ring [O Senhor dos Anéis: A Sociedade do Anel]. Boston: Houghton Mifflin. OCLC 9552942
- Tolkien, J. R. R. (1955). The Lord of the Rings: The Return of the King [O Senhor dos Anéis: O Retorno do Rei]. Boston: Houghton Mifflin. OCLC 519647821
- Tolkien, J. R. R. (1977).  Tolkien, Christopher, ed. The Silmarillion. Boston: Houghton Mifflin. ISBN 978-0-395-25730-2
- Tolkien, J. R. R. (1980).  Tolkien, Christopher, ed. Unfinished Tales [Contos Inacabados]. Boston: Houghton Mifflin. ISBN 978-0-395-29917-3
- Tolkien, J. R. R. (1989).  Tolkien, Christopher, ed. The Treason of Isengard [A traição de Isengard]. Boston: Houghton Mifflin. ISBN 978-0-395-51562-4
- Tolkien, J. R. R. (1988).  Tolkien, Christopher, ed. The Return of the Shadow [O retorno da Sombra]. Boston: Houghton Mifflin. ISBN 978-0-395-49863-7
- Tolkien, J. R. R. (1987).  Tolkien, Christopher, ed. The Lost Road and Other Writings [A Estrada Perdida e Outros Escritos]. Boston: Houghton Mifflin. Parte 3: "The Etymologies" [As Etimologias]. ISBN 0-395-45519-7